# Batalla de Tepatitlán
La Batalla de Tepatitlán, fue un conflicto bélico que tuvo lugar el 19 de abril de 1929 como parte de la Guerra Cristera en México. Enfrentó al Ejército Cristero, bajo el liderazgo del general José Reyes Vega, contra fuerzas federales conformadas por el ejército mexicano y agraristas dirigidos por los generales Pablo S. Rodríguez y Saturnino Cedillo.

## Antecedentes

### Intentos Cristeros para Capturar Tepatitlán de Morelos
La región de los altos de Jalisco se destacó como uno de los epicentros de la violencia durante la Guerra Cristera. En el caso de Tepatitlán, se registraron diversos intentos por parte de los cristeros para tomar el control de la ciudad. El primer intento tuvo lugar en enero de 1927, cuando un grupo de rebeldes liderados por Justo Galindo sitiaron la ciudad, pero su avance fue repelido por el mayor federal Quirino Navarro.
El 25 de abril de 1927, alrededor de 350 cristeros bajo el mando de Félix Barajas lograron tomar algunas partes de la ciudad. Sin embargo, nuevamente fueron expulsados por el 74.º Regimiento de Caballería, comandado una vez más por el mayor Quirino Navarro.

### Preparativos federales
Debido a los intentos previos de los cristeros en 1929, el presidente Plutarco Elías Calles encomendó al general Saturnino Cedillo la tarea de derrotar a los cristeros en Jalisco. Para llevar a cabo esta misión, Cedillo reclutó tropas agraristas procedentes de San Luis Potosí, Zacatecas y Guanajuato, formando así un ejército compuesto por aproximadamente 10,000 hombres, el cual dividió en tres columnas. Una de estas columnas, bajo el mando del General Pablo S. Rodríguez, estuvo integrada por 3000 agraristas y 500 efectivos federales, y fue destinada a la localidad de Tepatitlán.

### Preparativos Cristeros
El 18 de abril de 1929 las fuerzas cristeras tomaron pacíficamente la ciudad. Este acto involucró la ocupación de lugares de importancia estratégica en la ciudad. Se destacan los siguientes lugares ocupados: 60 hombres en la cuadra y el templo de San Antonio, 35 en la cuadra de la parroquia, 80 en las inmediaciones del santuario del señor y las torres de la Virgen de Guadalupe. Otros combatientes se ubicaron en los techos de la presidencia municipal, el hotel Navarro y otras casas en el centro de la ciudad. Adicionalmente, 300 hombres comandados por Reyes Vega se ocultaron en un lugar estratégico al otro lado del río en la zona de Españita. Por último, 300 combatientes liderados por Gabino Flores permanecieron en la plaza principal, preparados para resistir los ataques de la brigada agrarista completa.
Estas unidades militares cristeras conformaron los dos regimientos conocidos como los Gómez Loza, bajo el mando de Gabino Flores y Cayetano Álvarez. Además, se convocaron a dos escuadrones del regimiento de San Miguel. 

## Batalla
Hacia las 6 de la mañana, las fuerzas federales entraron a la ciudad de Tepatitlán y detuvieron su avance para llevar a cabo reconocimientos y planificar su estrategia en caso de un enfrentamiento. Avanzaron por calles importantes como Emiliano Carranza, 16 de Septiembre y Mapelo, llegando una parte del contingente a la plaza principal. En ese momento, se desató un intenso tiroteo, los hombres del coronel Flores sorprendieron a las fuerzas federales con un fuego cruzado. Ante esta sorpresa, los agraristas intentaron reagruparse por secciones para contraatacar, esperando a los rezagados para formar una defensa conjunta. Fue entonces cuando los cristeros, ubicados en la zona de "Españita" comenzaron a atacar por la retaguardia de la columna federal, tomando a los federales por sorpresa. Este movimiento de pinza no buscaba rodear completamente a las fuerzas federales, sino desorientarlas y forzarlas a retroceder por el mismo camino por el que habían llegado. Los dos brazos de la maniobra de pinza se fueron cerrando, aproximadamente a un kilómetro de la ciudad, sin que las fuerzas federales se dieran cuenta. Los cristeros avanzaron a caballo hacia los dos extremos de la meseta donde aún resistía Gabino Flores. El general Rodríguez, al ver la situación, ordenó la retirada con el objetivo de escapar del cerco que se estaba cerrando desde tres lados.
A lo largo de todo el día, se produjo un intenso tiroteo en las calles, azoteas y torres de la ciudad, con las fuerzas federales siendo abatidas. Algunos de ellos fueron perseguidos en dirección a pegueros, mientras que otros huyeron hacia el barrio alto. Hacia la tarde, solo quedaban pequeños grupos de fuerzas federales que no lograron escapar y se refugiaron en casas y establos en las afueras de Tepatitlán.

## Bajas
De acuerdo con el historiador franco-mexicano Jean Meyer, las bajas cristeras fueron 25 y las federales de alrededor de 225, aunque otras fuentes apuntan a 28 bajas cristeras y entre 300-800 bajas federales. Según el testimonio de Miguel Aranda, (asistente de Cedillo), los federales perdieron varios centenares de hombres.

### Muerte del General Vega
Un grupo de alrededor de 130 agraristas se refugió en un rancho de propiedad de Quirino Navarro. Ante esta situación, un contingente de cristeros, incluyendo al general Reyes Vega, decidió sitiar el lugar en un intento por tomar el control.
Sin embargo, durante el operativo, Reyes Vega resultó gravemente herido por un disparo en la cabeza. La circunstancia que ha generado debate es la procedencia de este disparo, ya que algunos argumentan que no pudo provenir de las fuerzas federales. Esto se debe a que la trayectoria del proyectil no parecía ser frontal, sino que se sospecha que pudo haber sido efectuado desde atrás hacia adelante.

## En la cultura popular
El episodio del Combate de Tepatitlán ha sido inmortalizado en varios corridos, siendo uno de los más conocidos el titulado Combate de Tepatitlán. Estos corridos relatan la batalla y suelen destacar la participación del líder cristero Gabino Flores. Además, este acontecimiento ha sido representado en la película "Cristiada", dirigida por Dan Wright y estrenada en 2012. Sin embargo, la película incluye ciertas modificaciones históricas, como la muerte de Enrique Gorostieta en la batalla, que difiere de los hechos.